# Благородный, Георгий Иосифович
Георгий Иосифович Благородный (1872—1949) — советский рабочий, Котельщик Северной судостроительной верфи (ныне судостроительный завод имени А. А. Жданова), Герой труда (1932).

## Биография
Родился в 1872 году в Витебской губернии в бедной крестьянской семье.
Трудиться начал в детстве пастухом. Окончил сельскую школу. После переезда семьи в Петербург, окончил Петербургскую техническую школу. С 1886 года работал на Обуховском заводе, затем на Путиловской судостроительной верфи. Прошёл путь от  рабочего до начальника котельного цеха. Участник Гражданской войны в России.
После окончания гражданской войны Георгий Благородный принимал участие в восстановлении производства. В частности в 1921 году проявил свои качества специалиста при ремонте ледокола «Макаров», за что ему был удостоен звания Героя Труда. Занимался изобретательством и рационализаторством. В 1930 году журнал «Ленинградский металлист» писал об одном из его изобретений: «Котельным цехом под руководством тов. Благородного изготовлены и сданы Брянскому цемент-ному заводу им. Воровского первая в СССР печь для обжига цемента и клинкерный к ней охладитель». Это изобретение нашло применение и на других предприятиях страны.
Г. И. Благородный героически трудился в годы первой пятилетки на Северной судостроительной верфи. Широкое использование в судостроительной промышленности тех лет нашла новая конструкция судовых котлов типа «Норман», разработанная изобретателем. Эта работа Георгия Иосифовича получила высокую оценку, за что он был награждён Почетной грамотой. Кроме производственной, он занимался и общесмтвенной деятельностью - выдвигался коллективом верфи для Всесоюзной Доски почета инженерно-технических работников. Георгий Иосифович был член партии с октября 1928 года, а после выхода на пенсию в 1936 году, принимал  участие в производственной и общественной жизни родного предприятия.
Умер в 1949 году.